# 照度
照度（しょうど、英: illuminance）とは、物体の表面を照らす光の明るさを表す物理量である。
照度は人間の感じる量を表す心理物理量のひとつである。
国際単位系（SI）における単位はルクス（記号: lx）またはルーメン毎平方メートル（記号: lm m−2）が用いられる。照度は光束発散度と同じ次元を持つが、光束発散度は平面状の光源の指標であり、照度は照射された側の指標を表す。

## 定義

物体の表面、あるいは空間内の微小な断面 dΣ を考え、微小面積 dΣ に入射する光束を Φtgt とするとき、照度は
{\displaystyle E={\frac {d\varPhi _{\text{tgt}}}{d\varSigma }}}
で定義される。

## 他の測光量との関係
光源と被照射面との間で吸収や散乱による光の減衰が無視できるものと考える。
光度 I の点光源から位置 r にある微小断面積 dΣ での照度は
{\displaystyle E={\frac {I\cos \theta _{\text{inc}}}{r^{2}}}}
で表される。
輝度 L の広がりをもつ光源による照度は
{\displaystyle E=\int {\frac {\cos \theta _{\text{inc}}}{r^{2}}}L\cos \theta \,dS}
で表される。

## 特徴

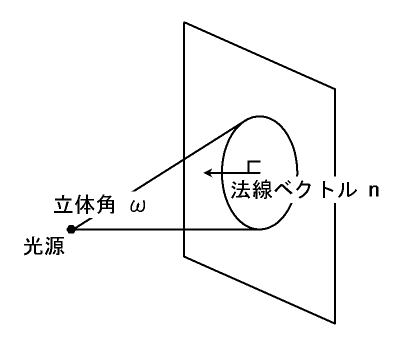
照度

文字通り、どれだけ対象物を「照らしている」かを表す指標であり、机の上や部屋などの明るさを示すのに利用される。照度は右図のように照らされる物体が光線に対して垂直でなく斜めであった場合、照射される物体は暗くなってしまうので、法線ベクトルnをかけることによってそれを加味する。照度と光束の違いは、照射している物体の面積を考慮するかしないかである。例えば、同じ光束を放つ電灯でも近くにある本よりも、離れた場所にある本の方が暗くなる。これを照度が低いと呼ぶ。光源となる電灯が単位カンデラで表されるのに対し、机の上がどれだけ照らされているかを示すときにルクスが用いられるのはこのためである。
目で感じる物体の単位視面積あたりの明るさは、距離には依存せず、物体の照度に正比例する。しかし、物体の視面積が極めて小さい場合は、同じ面積と照度の物体でも、目で感じる単位視面積あたりの明るさは、距離の増加にしたがって減衰していく。

## JIS規格
照度に関連する日本工業規格（JIS）の規格。
- JIS C 1609:1993 「照度計」
- JIS C 7612:1985 「照度測定方法」
- JIS E 4016:1992 「鉄道車両の照度―基準及び測定方法」
- JIS F 8041:1986 「船舶の照度基準及び照度測定方法」
- JIS Z 9110:1979 「照度基準」